# 特龙桑日
特龙桑日（法語：Tronsanges，法語發音：[tʁɔ̃sɑ̃ʒ]）是法国涅夫勒省的一个市镇，属于卢瓦尔河畔科讷库尔区。

## 地理
特龙桑日（47°6'46"N, 3°3'11"E）面积8.58 平方千米，位于法国勃艮第-弗朗什-孔泰大區涅夫勒省，该省份为法国中部省份，北至约讷省，西北接卢瓦雷省，西接谢尔省，南至阿列省，东南接索恩-卢瓦尔省，东临科多尔省。
与特龙桑日接壤的市镇（或旧市镇、城区）包括：贝夫、小圣莱热、尚武、绍尔涅、卢瓦尔河畔热尔米尼、拉马尔什。

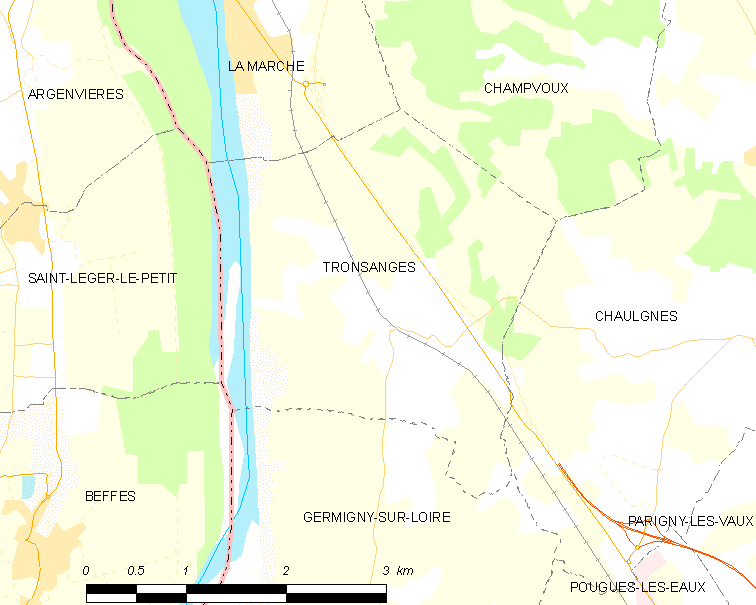
特龙桑日的OSM定位图

特龙桑日的时区为UTC+01:00、UTC+02:00（夏令时）。

## 行政
特龙桑日的邮政编码为58400，INSEE市镇编码为58298。

## 政治
特龙桑日所属的省级选区为卢瓦尔河畔拉沙里泰县。

## 人口

1962-2008年间特龙桑日人口变化图示

特龙桑日于2022年1月1日时的人口数量为398人。